# Ernst Nievergelt
Pour les articles homonymes, voir Nievergelt.
Ernst Nievergelt, né le 23 mars 1910 à Zurich et mort le 1er juillet 1999, est un cycliste suisse.
Il a participé aux Jeux olympiques d'été de 1936 de Berlin avec la délégation suisse. Il a terminé 3e de l'épreuve de course en ligne hommes et second de la course en ligne par équipe, avec Edgar Buchwalder et Kurt Ott. Il est ainsi double médaillé olympique. Il est ensuite passé professionnel pendant trois ans de 1937 à 1939.

## Palmarès
- 1935
  - Championnat de Zurich amateurs
- 1936
  -  Médaillé d'argent de la course par équipes aux Jeux olympiques
  -  Médaillé de bronze de la course en ligne aux Jeux olympiques
- 1937
  - 3e du Tour du Nord-Ouest de la Suisse
- 1938
  - 9e étape du Tour d'Allemagne
- 1939
  - 5e du Championnat de Zurich